# Lucillos
Lucillos település Spanyolországban, Toledo tartományban. Lucillos Talavera de la Reina, Cazalegas, Castillo de Bayuela, Cardiel de los Montes, Los Cerralbos, Illán de Vacas, Cebolla és Montearagón községekkel határos. Lakosainak száma 629 fő (2024).

## Népesség
A település népessége az utóbbi években az alábbiak szerint változott:
| Lakosok száma | 485  | 481  | 562  | 671  | 656  | 648  | 591  | 589  | 571  | 629  |
|               | 2001 | 2004 | 2007 | 2009 | 2012 | 2014 | 2017 | 2019 | 2022 | 2024 |